# Zbigniew Religa

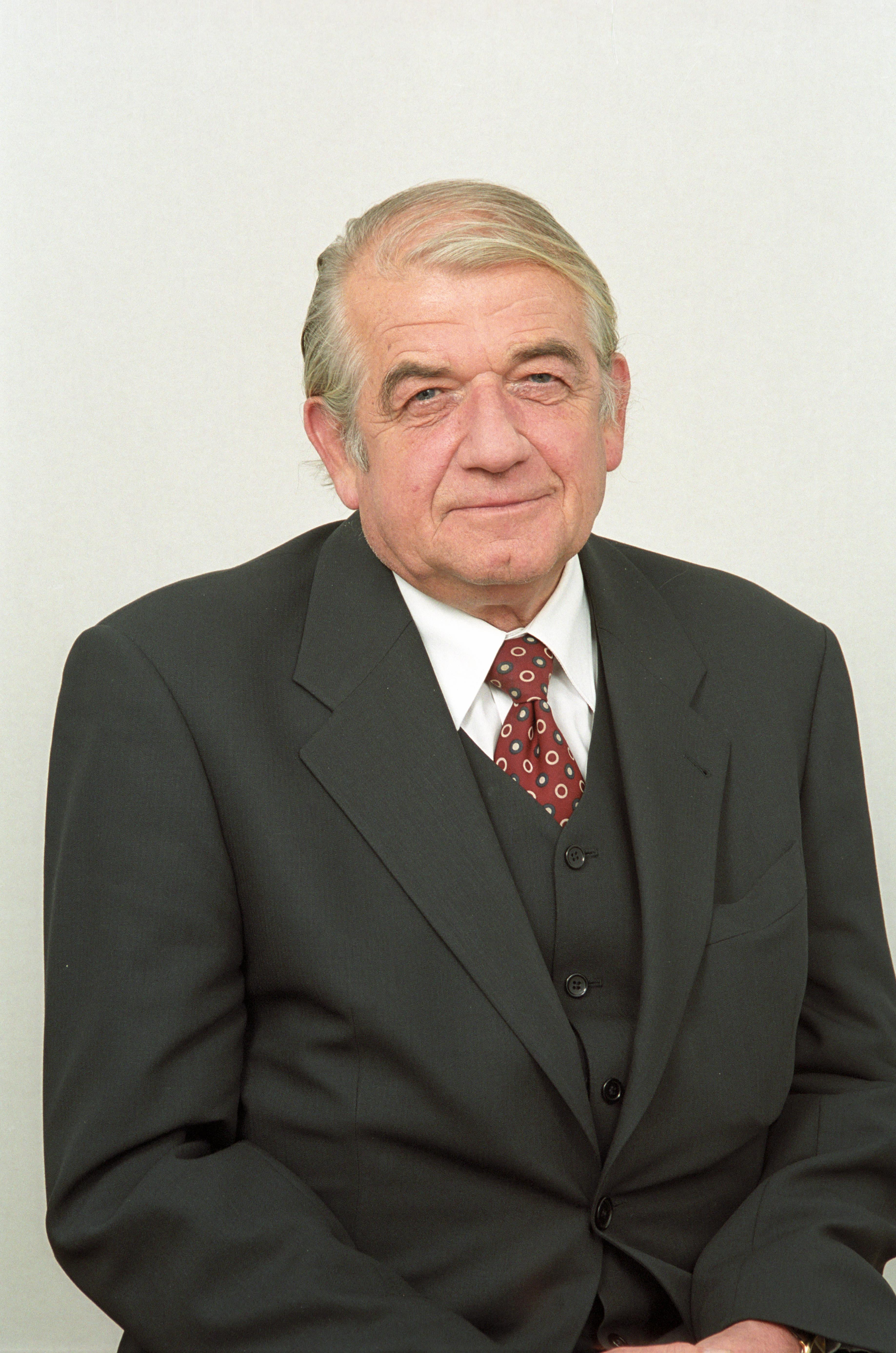
Zbigniew Religa

Zbigniew Eugeniusz Religa (* 16. Dezember 1938 in Miedniewice, Polen; † 8. März 2009 in Warschau, Polen) war ein polnischer Herzchirurg und Politiker (BBWR, PR, SKL, Blok, Partia Centrum, PiS). Von Oktober 2005 bis November 2007 war er Gesundheitsminister in den Regierungen unter den Ministerpräsidenten Marcinkiewicz und Kaczyński. Er gehörte von 1993 bis 1997 und von 2001 bis 2005 dem Senat der Republik Polen an. Von 2007 bis zu seinem Tode war er Abgeordneter und Alterspräsident des Sejm in der VI. Wahlperiode.

## Leben
Religa studierte bis 1963 Medizin an der Medizinischen Akademie Warschau. Von 1968 bis 1980 war er Arzt im Wola-Krankenhaus und danach in der Klinik des Kardiologischen Institutes in Warschau. Er wurde 1973 promoviert und habilitierte sich 1981. Ab 1984 leitete er die Kardiologische Klinik in Zabrze. 1990 wurde er Professor an der Schlesischen Medizinischen Akademie Katowice (poln. Śląska Akademia Medyczna w Katowicach), und von 1997 bis 1999 auch deren Rektor. 2001 Leiter der II. Kardiochirurgischen Klinik und Direktor des Kardiologischen Institutes in Warschau. Zbigniew Religa war zudem Leiter des Teams, das 1985 als erstes in Polen eine erfolgreiche Herztransplantation durchgeführt hat.

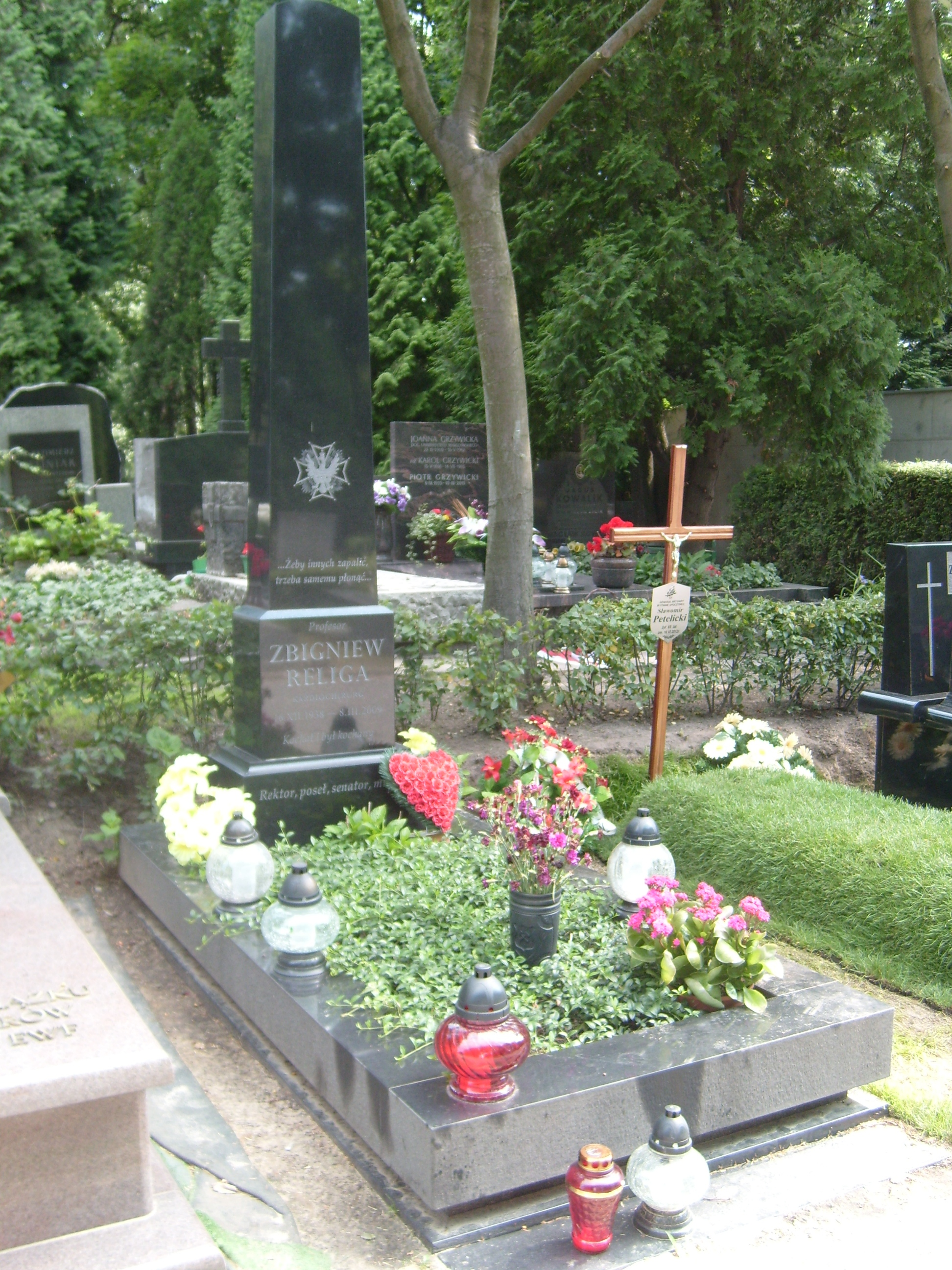
Religas Grab in Warschau

Religa, der zeitlebens konservative Werte vertrat und den christlich-nationalen Parteien nahestand, bekannte sich erst wenige Monate vor seinem Tod zum Atheismus. Nach seinem Tod wurde dennoch für Religa in Zabrze eine Trauermesse gehalten, an der nach seinem Wunsch neben Politikern und Ärzten auch die Bevölkerung teilnahm. Am 13. März 2009 wurde er dann auf dem Warschauer Powązki-Friedhof beigesetzt.
Zbigniew Religa war mit der Ärztin Anna Wajszczuk-Religa verheiratet und hatte zwei Kinder: Tochter Małgorzata (Sinologin an der Warschauer Universität) und Sohn Grzegorz, der ebenfalls als Kardiochirurg arbeitet.
2014 wurde Religas Weg zur ersten erfolgreichen Herztransplantation in dem vielfach ausgezeichneten Biopic Bogowie gezeigt. Er wurde darin von Tomasz Kot gespielt.

## Politik
In seiner Jugend gehörte Religa dem staatsnahen Jugendverband „Związek Młodzieży Polskiej“ an. In den 1980er Jahren engagierte er sich in der Patriotyczny Ruch Odrodzenia Narodowego. Für diese kandidierte er 1989 erfolglos zum wiedererrichteten Senat der Republik Polen.
Von 1993 bis 1997 (gewählt für den Bezpartyjny Blok Wspierania Reform im Wahlkreis Katowice) war Religa Senator im Senat der Republik Polen. 1994 verließ er den von ihm mitgegründeten BBWR und gründete die Partia Republikanie (PR), deren Vorsitzender er bis 1996 war. Als 1998 die PR in der Stronnictwo Konserwatywno-Ludowe (SKL) aufging, wurde er deren Mitglied. 2001 wurde er nach vier Jahren Unterbrechung für das Wahlbündnis Blok Senat 2001, an dem sich die SKL beteiligt hatte, erneut in den Senat gewählt.
Im April 2004 gründete er gemeinsam mit dem Senator Krzysztof Piesiewicz, der ebenfalls für den Blok gewählt worden war, die Partia Centrum. Später reaktivierte er die SKL.
Im Frühjahr 2005 wurde Religa auf Grund seiner großen Popularität in der Bevölkerung als einer der aussichtsreichsten Kandidaten für die Präsidentschaftswahlen im Herbst 2005 gehandelt. Im Sommer 2005 hatte der inzwischen parteilose Kandidat jedoch kaum noch Chancen auf einen Wahlsieg. Politiker wie Włodzimierz Cimoszewicz und Donald Tusk hatten ihm den Rang abgelaufen, weswegen er am 2. September 2005 zugunsten von Letzterem seine Kandidatur zurückzog.
Nach den Parlamentswahlen 2005 wurde er als Gesundheitsminister in die Regierung unter Kazimierz Marcinkiewicz berufen. Dieses Amt behielt er auch – abgesehen von einigen Tagen während einer Regierungskrise im September 2007 – in der Regierung unter Jarosław Kaczyński.
Bei den Parlamentswahlen in Polen 2007 zog er für die PiS als Abgeordneter des Wahlkreises Gliwice ins Parlament ein. Zbigniew Religa präsidierte am 5. November 2007 der Eröffnungssitzung des Sejm als Alterspräsident.

## Ehrungen
- 1998 Großkreuz des Ordens Polonia Restituta[10]
- 2008 Weißer Adlerorden[11]
- Großkreuz des Verdienstordens Pro Merito Melitensi
- Auf Antrag der Kinder erhielt er die internationale Auszeichnung als Kavalier des Ordens des Lächelns.[12]